# Allègement de régime
L'allègement de régime ou détarage ou réduction de charge ou sous-régime, dans le domaine de l'astronautique, est le choix des conditions de fonctionnement d'un matériel, largement en deçà des conditions limites, de façon à réduire les contraintes et augmenter ainsi la fiabilité et la durée de vie.   
Le terme correspondant en anglais est derating .

## Référence
Droit français : l'arrêté du 20 février 1995 relatif à la terminologie des sciences et techniques spatiales définit le terme détarage et son synonyme sous-régime.

## Note
L'équivalent anglais s'applique de façon plus générale à tous matériels, pas uniquement à ceux du domaine aéronautique, en particulier en parlant de la puissance électrique limite (nominale) pour laquelle il a été fabriqué.